# Una canzone e basta
Una canzone e basta è un singolo del gruppo musicale italiano Zero Assoluto, il secondo estratto dall'album Di me e di te e pubblicato il 15 aprile 2016.

## Video musicale
Il videoclip, diretto da Gaetano Morbioli, è stato pubblicato il 18 maggio 2016 attraverso il canale YouTube del duo e vede la partecipazione dello youtuber Edoardo Mecca.